# Viticoltura in Abruzzo

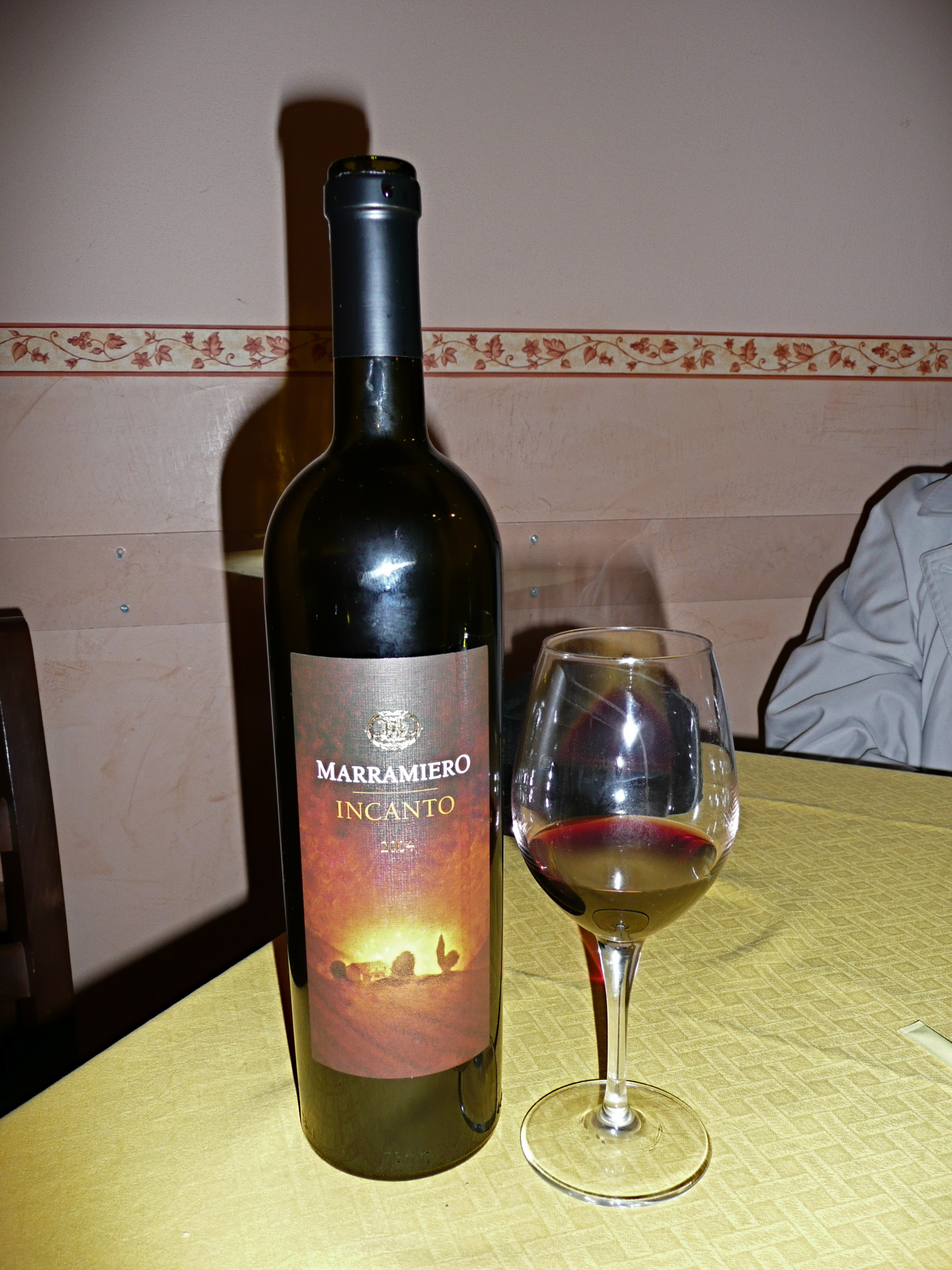
Una bottiglia di Montepulciano d'Abruzzo.

La viticoltura in Abruzzo è l'insieme delle attività di coltivazione di uva e produzione di vino svolte nella regione.

## Storia
La presenza della vite in Abruzzo risale all’epoca Romana, e da allora i vini Abruzzesi sono menzionati negli scritti di autori di ogni epoca, a partire da Polibio, che menzionò i vini narrando le gesta di Annibale nella battaglia di Canne. Andrea Bacci, nell’opera «De naturali vinorum historia de vinis Italiae» del 1596, parla dei vini di Sulmona e del territorio dei Peligni e Michele Torcia nel 1792 descrive per la prima volta la presenza del vitigno Montepulciano in Abruzzo. Nel 1897 Edoardo Ottavi e Arturo Marescalchi nel «Vade-Mecum del commerciante di uve e di vini in Italia», menzionano i vitigni Camplese o Campolese, il Racciapollone , il Tivolese, il Verdicchio, la Malvasia, il Moscatello, il Cordisco e il Primutico , il Gaglioppo, l'Aleatico, il Lacrima.

## Vitigni

### Autoctoni
| Vitigno            | Bacca  | Descrizione | Immagine |
| ------------------ | ------ | ----------- | -------- |
| Cabernet Sauvignon | Nera   |             |          |
| Cococciola         | Bianca |             |          |
| Montepulciano      | Nera   |             |          |
| Montonico          | Bianca |             |          |
| Passerina          | Bianca |             |          |
| Pecorino           | Bianca |             |          |
| Regina             | Bianca |             |          |
| Trebbiano          | Bianca |             |          |

### Alloctoni
- Chardonnay
- Pinot bianco
- Pinot grigio
- Merlot
- Cabernet franc
- Cabernet sauvignon

## Vini

### DOCG
- Montepulciano d'Abruzzo Colline Teramane[1] (rosso anche nella versione riserva) prodotto nella provincia di Teramo.

- Tullum o Terre Tollesi (rosso e bianco) prodotto nel comune di Tollo in Provincia di Chieti.

### DOC
- Abruzzo[2] (bianco nelle tipologie normale, passito; rosato nella versione spumante; rosso anche nella versione passito; spumante) prodotto nelle province di Chieti, L'Aquila, Pescara e Teramo.
- Cerasuolo d'Abruzzo[3] (rosato nelle tipologie normale e riserva) prodotto nelle province di Chieti, L'Aquila, Pescara e Teramo.
- Controguerra[4] (bianco nelle tipologie normale, frizzante, passito e passito annoso; rosso nelle tipologie normale, riserva, novello, passito e passito annoso; spumante) con indicazione del vitigno: Chardonnay (bianco); Malvasia (bianco); Passerina (bianco); Riesling (bianco); Cabernet (rosso nelle tipologie normale e riserva); Ciliegiolo (rosso nelle tipologie normale e riserva); Merlot (rosso nelle tipologie normale e riserva); Pinot Nero (rosso nelle tipologie normale e riserva); Moscato amabile; prodotto nella provincia di Teramo.
- Montepulciano d'Abruzzo[5] (rosso nelle tipologie rosso e riserva) prodotto nelle province di Chieti, L'Aquila, Pescara e Teramo. La denominazione comprende le sottozone:
  - Alto Tirino;
  - Casauria o Terre di Casauria;
  - Teate;
  - Terre dei Peligni;
  - Terre dei Vestini.
- Ortona[6] (bianco nelle tipologia normale; rosso nelle tipologia normale) prodotto nella provincia di Chieti.
- Trebbiano d'Abruzzo[7] (bianco nelle tipologie normale e riserva) prodotto nelle province di Chieti, L'Aquila, Pescara e Teramo.
- Villamagna[8] (rosso nelle tipologia normale) prodotto nella provincia di Chieti.

### IGT
- Colline Frentane[9] (bianco nelle tipologie normale, frizzante e passito; rosato nelle tipologie normale, frizzante e novello; rosso nelle tipologie normale, frizzante, passito e novello) prodotto nella provincia di Chieti.
- Colline Pescaresi[10] (bianco nelle tipologie normale, frizzante e passito; rosato nelle tipologie normale, frizzante e novello; rosso nelle tipologie normale, frizzante, passito e novello) prodotto nella provincia di Pescara.
- Colli del Sangro[11] (bianco nelle tipologie normale, frizzante e passito; rosato nelle tipologie normale, frizzante e novello; rosso nelle tipologie normale, frizzante, passito e novello) prodotto nella provincia di Chieti.
- Colline Teatine[12] (bianco nelle tipologie normale, frizzante e passito; rosato nelle tipologie normale, frizzante e novello; rosso nelle tipologie normale, frizzante, passito e novello) prodotto nella provincia di Chieti.
- Terre Aquilane[13] (bianco nelle tipologie normale, frizzante e passito; rosato nelle tipologie normale, Frizzante; rosso nelle tipologie normale, frizzante, passito e novello) prodotto nella provincia dell'Aquila
- Terre di Chieti[14] (bianco nelle tipologie normale, frizzante e passito; rosato nelle tipologie normale, frizzante e novello; rosso nelle tipologie normale, frizzante, passito e novello) prodotto nella provincia di Chieti.
- del Vastese o Histonium[15] (bianco nelle tipologie normale, frizzante e passito; rosato nelle tipologie normale, frizzante e novello; rosso nelle tipologie normale, frizzante, passito e novello) prodotto nella provincia di Chieti.

### Altri
- Montonico (Bianco nelle tipologie normale, Frizzante e Novello) prodotto nei comuni di Bisenti e di Cermignano della provincia di Teramo.